# Poroscheloribates canariensis
Poroscheloribates canariensis är en kvalsterart som beskrevs av Arillo, Gil-Martín och Subías 1994. Poroscheloribates canariensis ingår i släktet Poroscheloribates och familjen Liebstadiidae. Inga underarter finns listade i Catalogue of Life.